# Primer ministro de Malta
El primer ministro de Malta es el jefe de gobierno de la República de Malta. Como responsable del poder ejecutivo, el primer ministro coordina la acción de los ministros, en representación del gobierno y los demás órganos del país, y mantiene informado al jefe del Estado, el presidente de Malta. El actual titular desde 2020 es Robert Abela, del Partido Laborista.
La residencia oficial del primer ministro es el Palacio Girgenti de Siġġiewi, al sur de la isla.

## Historia
El cargo de primer ministro de Malta (entonces llamado Head of Ministry, «jefe del ministerio») fue creado en 1921, cuando el conjunto de islas aún formaba parte del Imperio británico. La aprobación de la Constitución de 1921 dotaba a los malteses de autogobierno, si bien seguían siendo formalmente una colonia británica.
Durante el mandato británico, el cargo de primer ministro fue abolido en dos ocasiones: entre 1933 y 1947, por miedo a que Malta pudiera caer bajo control italiano, y entre 1958 y 1962, cuando el premier Dom Mintoff presentó su dimisión después de un enfrentamiento con la metrópoli y el resto de partidos se negaron a formar gobierno.
La independencia de Malta fue reconocida el 21 de septiembre de 1964. Desde ese día hasta 1974, Malta era una monarquía constitucional regida por Isabel II del Reino Unido y con un gobernador general que ejercía la autoridad en su nombre. El sistema actual se implantó el 13 de diciembre de 1974, fecha desde la cual Malta es una república dentro de la Mancomunidad de Naciones: el primer ministro asume la jefatura de Gobierno mientras que el nuevo jefe del Estado, el presidente de Malta, ejerce el poder legislativo.

## Funciones
El presidente de Malta, que nominalmente encabeza el ejecutivo, elige como primer ministro a quien en su opinión es la persona más capacitada para liderar a una mayoría de parlamentarios en la Cámara de Representantes. Normalmente se tiene en cuenta al líder del grupo parlamentario mayoritario. Una vez haya salido elegido por votación en la cámara, el primer ministro puede diseñar su gabinete (Office of the Prime Minister, OPM) y asesora al presidente en la elección del resto de ministros. La sede del gabinete desde 1972 es el Albergue de Castilla en La Valeta.
El primer ministro ejerce el poder ejecutivo de Malta. Por mandato constitucional, está obligado a mantener informado al presidente de todo cuanto acontece en el gobierno. Entre sus funciones se encuentra la elección de secretarías permanentes, fijar la agenda del gabinete, coordinar la acción de los ministros y asesorar al presidente sobre candidatos para la judicatura y órganos constitucionales.
En caso de ausencia, el presidente puede autorizar a otro miembro del gabinete —normalmente, el vice primer ministro— para que ejerza como primer ministro en funciones.

## Lista de primeros ministros
Desde el 26 de octubre de 1921, fecha en la que el diplomático maltés Joseph Howard asumió el cargo de jefe del ministerio, ha habido un total de 13 primeros ministros de Malta. Con el restablecimiento del autogobierno en 1947, el poder se ha repartido entre dos grandes partidos: el Partido Laborista, de ideología socialdemócrata, y el Partido Nacionalista, de ideología conservadora.
El político que más tiempo ha ejercido este cargo ha sido el nacionalista Edward Fenech Adami, durante 17 años repartidos en dos etapas: 1987-1996 y 1998-2004. Le siguen de cerca el laborista Dom Mintoff, con un total de 16 años (1955-1958 y 1971-1984), y el también nacionalista George Borg Olivier, durante 15 años (1950-1955 y 1962-1971).